# Chrosioderma mipentinapentina
Chrosioderma mipentinapentina är en spindelart som beskrevs av Silva 2005. Chrosioderma mipentinapentina ingår i släktet Chrosioderma och familjen jättekrabbspindlar.
Artens utbredningsområde är Madagaskar. Inga underarter finns listade i Catalogue of Life.